# Maxwell E. McCombs

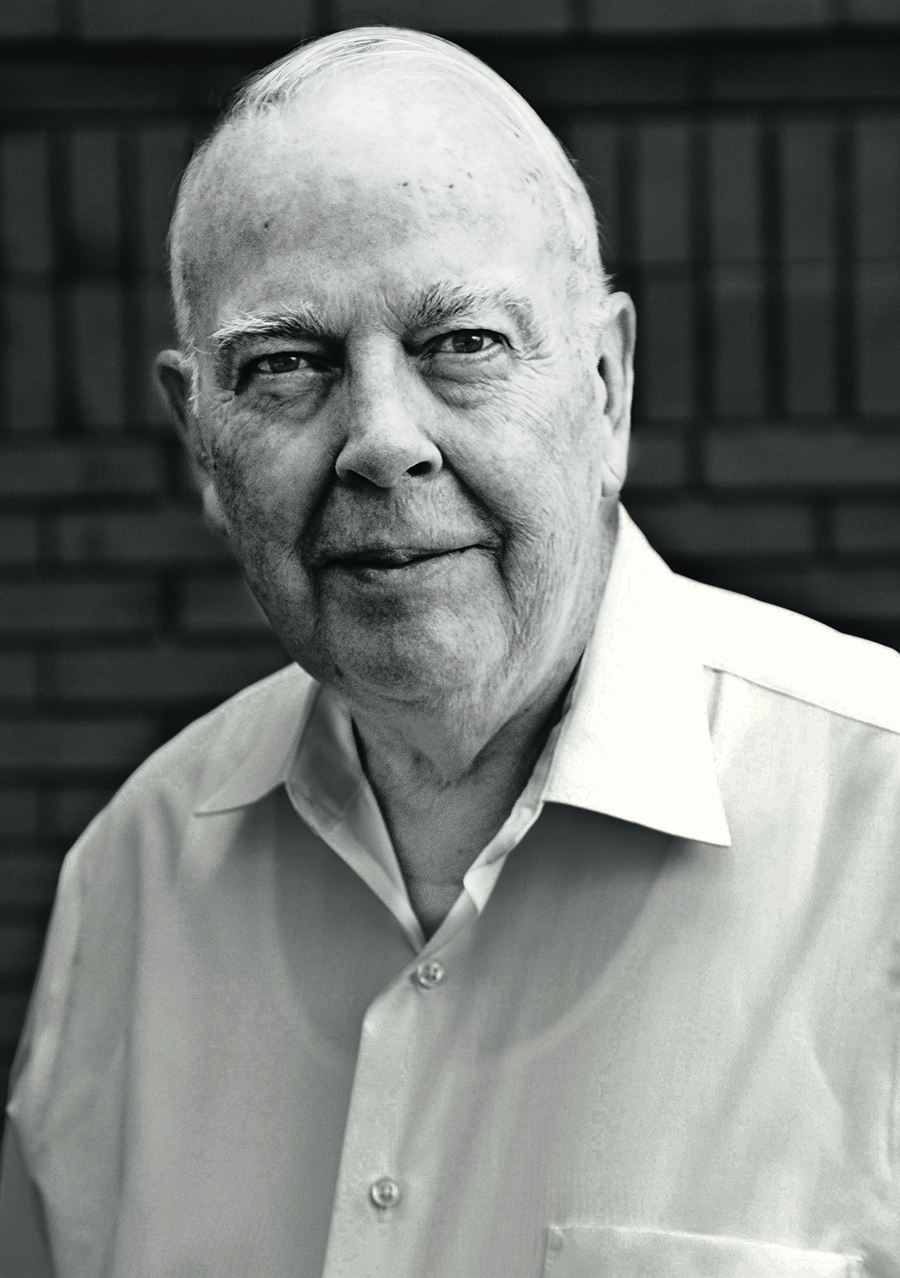
Maxwell McCombs, 2017

Maxwell Elbert McCombs (* 3. Dezember 1938 in Birmingham, Alabama; † 8. September 2024) war ein US-amerikanischer Kommunikationswissenschaftler.

## Leben
McCombs studierte an der Tulane University (BA 1960) und der Stanford University (MA 1961). In Stanford erwarb er 1966 einen Ph.D. Außerdem war er Reporter von The Times-Picayune. Danach war er Lecturer und Assistent Professor an der University of California, Los Angeles und der University of North Carolina. Von 1973 bis 1985 war er John Ben Snow Professor of Research an der Syracuse University und Direktor des dortigen Communication Research Center.
1985 übernahm er den Jesse H. Jones Centennial Chair in Communication und die Professur für Government an der University of Texas at Austin. Von 1985 bis 1991 leitete er in Austin das Department of Journalism. 1994 wurde er Adjunct Professor an der Universität Navarra. Darüber hinaus war er Gastprofessor an der Universität Diego Portales in Santiago de Chile und der Universität Wien (Paul Lazarsfeld Professur). McCombs war Direktor der American Newspaper Publishers Association.
Er war Mitglied von u. a. Phi Beta Kappa, Omicron Delta Kappa und Kappa Tau Alpha.

## Agenda-Setting-Ansatz
Gemeinsam mit Donald L. Shaw (1972) vertrat er das Medienwirkungsmodell Agenda-Setting-Ansatz.

## Auszeichnungen und Mitgliedschaften
- 1978: Sidney S. Goldish Award
- 1995: Fellow der International Communication Association
- 1996: Murray Edelman Award
- 1998: Paul J. Deutschmann Award for Excellence in Research
- 2002: Ehrendoktor der Universität Antwerpen